# Dilszat Chaddżijew
Dilszat Chaddżijew (ur. 17 listopada 1983) – kirgiski zapaśnik walczący w stylu klasycznym. Siódme miejsce na igrzyskach azjatyckich w 2002. Srebro na mistrzostwach Azji w 2004. Wicemistrz Azji juniorów w 2002 i kadetów w 2000 roku.